# Zusam
Zusam er en flod i den tyske delstat Bayern , og en af Donaus bifloder  fra højre med en længde på omkring 60 km. Den har sit udspring ved Markt Wald og løber gennem byerne Ziemetshausen, Dinkelscherben, Zusmarshausen, Wertingen og Buttenwiesen før den munder ud i Donau ved Donauwörth. 
På en strækning af  50 km, fra kilden til Buttenwiesen, løber floden gennem Naturpark Augsburg-Westliche Wälder. 

## Bifloder
Zusam modtager vand fra bifloderne Bettenbach, Brunnenwiesbach, Heimenbach, Hennhofer Bach, Münsterbach, Salenbach, Kleine Roth og Roth.
48°07′48″N 10°34′22″Ø / 48.13°N 10.5729°Ø